# Juan Robledo
Juan Robledo, född 21 augusti 1979, är en chilensk före detta fotbollsspelare som sedan 2025 är assisterande tränare i IFK Värnamo.

## Karriär
Robledo började sin karriär med att spela för Audax CS Italiano i Chiles huvudstad Santiago. Han spelade även för tre andra klubbar innan han flyttade till Europa. Robledo gjorde 8 mål på 76 matcher i högsta ligan i Chile 2005-2007.
Robledo flyttade 2008 till Sverige och till Mjällby AIF som då spelade i Superettan. Han var 2009 med när Mjällby gick upp till Allsvenskan för fjärde gången. Robledo är tack vare sin längd en bra huvudspelare. Han spelade ofta mittback tillsammans med Patrik Rosengren.
Inför säsongen 2011 såldes Robledo till turkiska Kasımpaşa SK.
Den 2 januari 2013 blev det officiellt att Robledo skrivit på för Östers IF inför den allsvenska återkomsten.
Juan Robledo blev målskytt i sin tävlingsmatchdebut för Öster när de mötte Malmö FF i Svenska cupen. Han levererade efter matchen citatet: "Jag kontrollerade bollen som Zlatan men sköt som Juan".
Juan Robledo lämnade Öster efter en säsong i klubben. I februari 2014 skrev Robledo på för IFK Värnamo.  I januari 2015 skrev han på ett treårskontrakt med division 2-klubben FK Karlskrona. Efter säsongen 2017 avslutade Robledo sin spelarkarriär och blev klar som huvudtränare i klubben. I januari 2019 återvände Robledo till Mjällby AIF, där han fick en roll som assisterande tränare.